# Liste der Bodendenkmäler in Sennfeld
Auf dieser Seite sind die Bodendenkmäler in der unterfränkischen Gemeinde Sennfeld zusammengestellt. Diese Tabelle ist eine Teilliste der Liste der Bodendenkmäler in Bayern. Grundlage ist die Bayerische Denkmalliste, die auf Basis des Bayerischen Denkmalschutzgesetzes vom 1. Oktober 1973 erstmals erstellt wurde und seither durch das Bayerische Landesamt für Denkmalpflege geführt wird. Die folgenden Angaben ersetzen nicht die rechtsverbindliche Auskunft der Denkmalschutzbehörde.

## Bodendenkmäler der Gemeinde Sennfeld

### Bodendenkmäler in der Gemarkung Sennfeld
| Lage                | Objekt | Akten-Nr.     | Bild |
| ------------------- | --- | ------------- | ---- |
| Sennfeld (Standort) | Bestattungsplatz mit Grabhügeln vorgeschichtlicher Zeitstellung. | D-6-5927-0007 |      |
| Sennfeld (Standort) | Siedlung des Neolithikums. | D-6-5927-0086 |      |
| Sennfeld (Standort) | Siedlung vor- und frühgeschichtlicher Zeitstellung. | D-6-5927-0115 |      |
| Sennfeld (Standort) | Grabenwerk vorgeschichtlicher Zeitstellung. | D-6-5927-0116 |      |
| Sennfeld (Standort) | Grabenwerk vorgeschichtlicher Zeitstellung. | D-6-5927-0117 |      |
| Sennfeld (Standort) | Siedlung vor- und frühgeschichtlicher Zeitstellung. | D-6-5927-0135 |      |
| Sennfeld (Standort) | Fundamente mittelalterlicher und frühneuzeitlicher Vorgängerbauten der Evangelisch-Lutherischen Dreieinigkeitskirche in Sennfeld, Körpergräber des Mittelalters und der Neuzeit sowie profane Vorgängerbebauung des frühen Mittelalters. | D-6-5927-0141 |      |